# さよなら世界/おまえだったんだ
「さよなら世界/おまえだったんだ」（さよならせかい/おまえだったんだ）は、氣志團の通算12枚目のシングル。

## 概要
- 前作から約3年3ヶ月ぶりのシングルで、エイベックス移籍第1弾シングル。「恋人/Love Balladeは歌えない」以来2枚目となる両A面シングルである。両曲ともテレビアニメ『NARUTO -ナルト-』のテーマ曲に起用された。
- 初回盤にはDVDが付いている。

## 収録曲

### CD
1. さよなら世界
  - 作詞・作曲：綾小路翔／編曲：氣志團

テレビ東京系アニメ『NARUTO -ナルト- 少年篇』オープニング・テーマ
2. おまえだったんだ
  - 作詞：綾小路翔／作曲：星グランマニエ／編曲：氣志團

テレビ東京系アニメ『NARUTO -ナルト- 疾風伝』エンディング・テーマ（2009年10月8日 - 2009年12月24日放送分）

### DVD
1. さよなら世界 (MUSIC VIDEO)
2. おまえだったんだ (MUSIC VIDEO)